# Папероплетіння

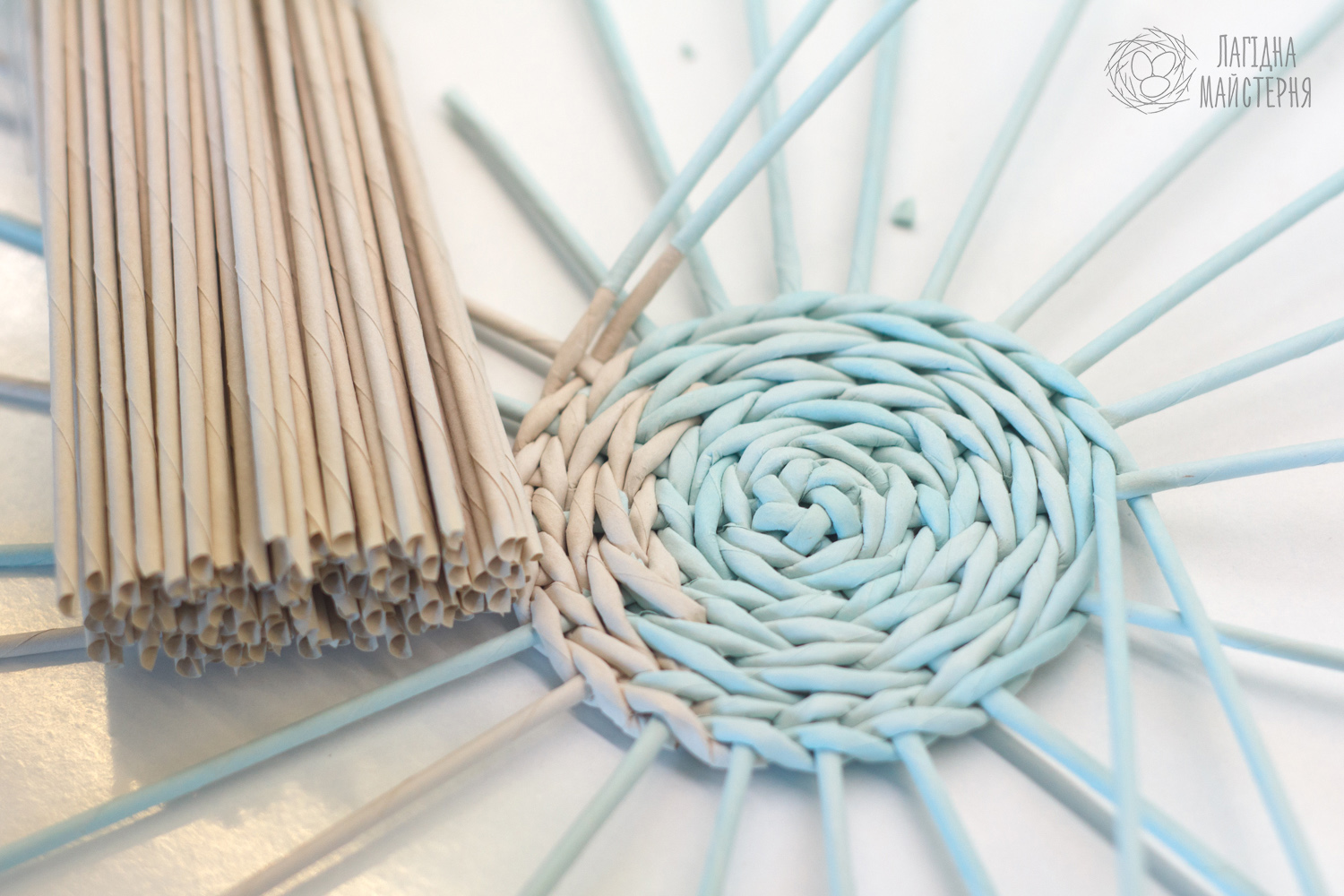
Плетіння паперовими трубочками візерунком "мотузочка"

Папероплетіння (плетіння з паперу, плетіння з паперових трубочок) — один із видів плетіння, народне ремесло, започатковане у 20-му столітті.  Полягає у створенні декоративних та ужиткових предметів із щільно скручених трубочок паперу. 

## Матеріали
Основний матеріал папероплетіння — трубочки зі смужок паперу, скручені на тонку шпицю, пусті всередині. Часто використовують газетний папір, щільністю 40-60 г на кв.м. Зазвичай трубочки фарбують та додатково оброблюють деревозахисними просочувальними розчинами. Плетуть вологими. Фарбами використовують акрилові концентрати, емалі, морилки для дерева, тканинні фарби та ін. Готові вироби покриваються лаком. 

## Способи плетіння
Основи плетіння з паперових трубочок походять із техніки класичного плетіння з лози та інших природніх матеріалів. Готуються трубочки основи, «стійки», і обплітаються порядно робочими трубочками. Основні візерунки: ситцевий, мотузочкою з двох, трьох трубочок, «коси», пошарове плетіння, японське плетіння. Основні прийоми: плетіння по спіралі, вкорочені ряди, приладнання ручок та виплітання отворів. Часто для надання виробу певної форми, його плетуть на допоміжних каркасах або облітаючи багаторазові форми. Дена ужиткових виробів можуть бути зроблені з фанери або картону. 
Існує також візерунок-імітація плетіння з хвої, при якому використовують паперові трубочки та нитки, а також імітація плетіння з кореню — без використання стійок. 

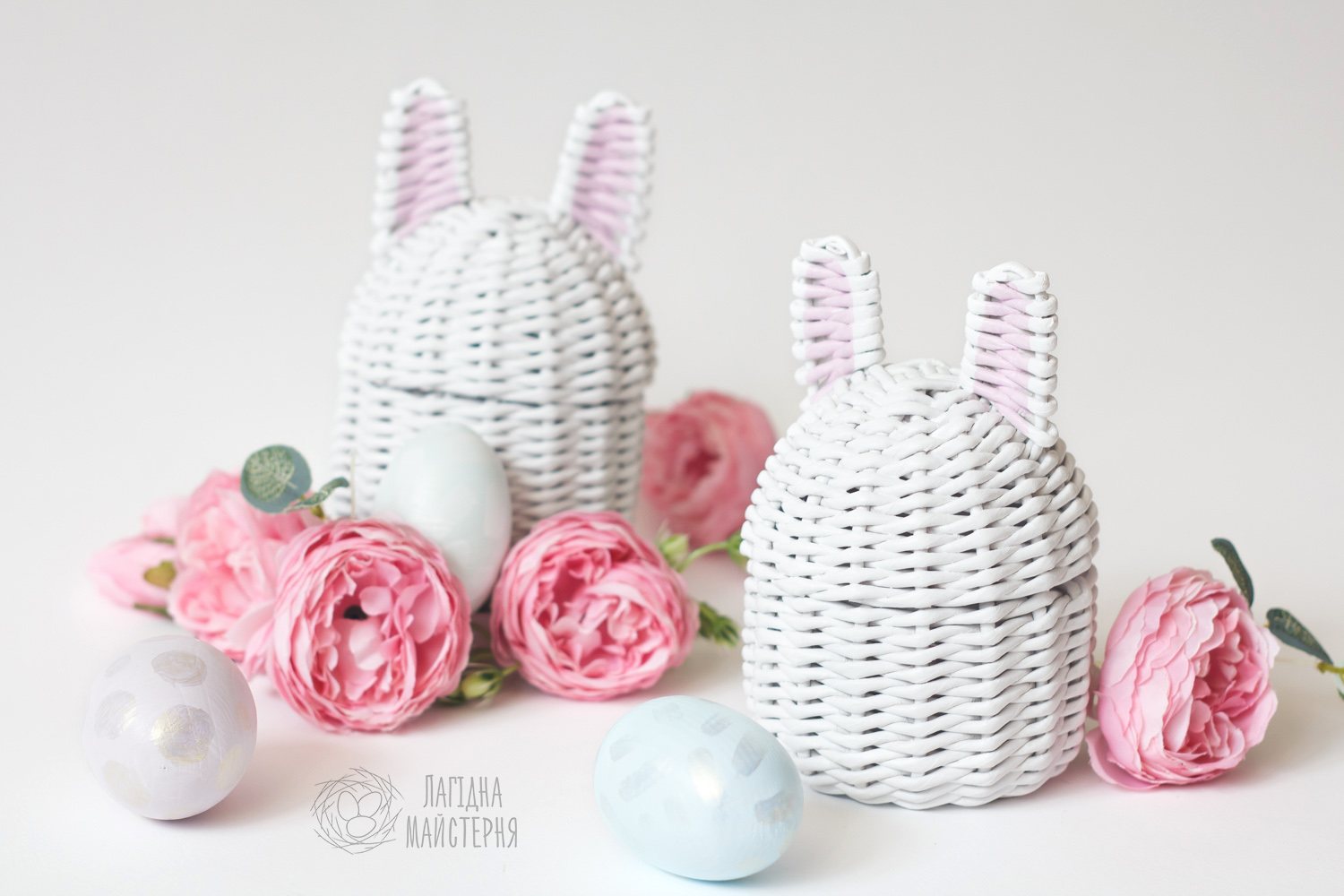
Великодні скриньки у формі зайчиків, створені з паперових трубочок

## Практичний вжиток виробів з паперу
Вироби з паперових трубочок мають високу міцність через щільне переплетіння, додаткову обробку та фінальне покриття виробу лаком. З паперу плетуть кошики, елементи декору оселі, годівнички, короби та скрині для зберігання, елементи сервірування столу, сумки тощо. 

## Екологічність
Вироби, що створені з газетних трубочок, відповідають принципам переробки паперу: з уживаних газет створюються нові ужиткові вироби. Відмова від обробки, фарбування і лакування також додає виробам екологічності. 